# Lewisepeira farri
Lewisepeira farri is een spinnensoort in de taxonomische indeling van de wielwebspinnen (Araneidae).
Het dier behoort tot het geslacht Lewisepeira. De wetenschappelijke naam van de soort werd voor het eerst geldig gepubliceerd in 1958 door Archer.